# District historique du Painted Desert Community Complex
Le district historique du Painted Desert Community Complex, en anglais Painted Desert Community Complex Historic District, est un district historique du comté d'Apache, dans l'Arizona, aux États-Unis. Protégé au sein du parc national de Petrified Forest, il est lui-même inscrit au Registre national des lieux historiques depuis le 15 avril 2005 et est un National Historic Landmark depuis le 23 décembre 2016. Il abrite notamment un office de tourisme, le Painted Desert Visitor Center.